# Стара Гора (Бенедикт)
Стара Гора (словен. Stara Gora) је насељено место у општини Бенедикт, Подравска регија, Словенија.

## Историја
До територијалне реорганизације у Словенији била је у саставу старе општине Ленарт.

## Становништво
У попису становништва из 2011. године, Стара Гора је имала 24 становника.
| Број становника према пописима | Број становника према пописима | Број становника према пописима |
| ------------------------------ | ------------------------------ | ------------------------------ |
| 1991                           | 2002                           | 2011                           |
| 29                             | 29                             | 24                             |